# Метс де Гвайнабо
Метс де Гвайнабо — чоловіча професійна баскетбольна команда, що базується у м. Гвайнабо у Пуерто-Рико і грає у Вищій Лізі Пуерто-Рико з баскетболу. Вона була заснована у 1930 році і проводить свої домашні матчі на Mario Morales Micheo Coliseum. Команда була розформована у 2015 році, але знову продовжила грати у 2019.
Метс де Гвайнабо була заснована у 1935 році у м. Сан-Хуан, і спочатку франшиза команди належала Кангреджерос де Сантурсе. У 1976 році франшизу Метс де Гвайнабо купило місто Гвайнабо. З 1983 року домашнім стадіоном команди є Mario Morales Micheo Coliseum, який був названий на честь легендарного баскетболіста, який привів Метс де Гвайнабо до 3 чемпіонств, Маріо Моралеса. Перед цим вони грали у гімназії недалеко від Сан-Хуана.
Метс де Гвайнабо тричі здобуло трофей Вищої Ліги Пуерто-Рико, востаннє в 1989 році. У 2021 році вони дійшли до фіналу, але поступилися Капітанес де Аресібо. Перед цим вони ще двічі виходили до фіналу, але обидва рази поступалися Леонес де Понсе.

## Історія
У 1980-х роках тренером Метс де Гвайнабо був відомий на все Пуерто-Рико Хуліо Торо. До цього часу він тренував збірну Пуерто-Рико. У 1980, 1982 і 1989 роках Метс де Гвайнабо перемагала у Вищій Лізі, а у 1981, 1983, and 1985 виходила до фіналу. Протягом цього десятиліття Метс завжди виходило до раунду плей-офф.
Далі Метс де Гвайнабо змогла купити Хосе і Густаво Сантосів, баскетболістів, які на той час вважалися найкращими у Вищій Лізі. З придбанням Сантосів Метс де Гвайнабо стали ще сильнішою командою, але вирішили не зупинятися на цих трансферах. З Суперліги вони придбали молодих майбутніх зірок: Папіро Леона, Фіко Лопеса і Папоте Агосто. Метс стала потужною молодою командою, виходивши до фіналу 4 роки поспіль. Всім гравцям команди було менше 25 років, а на лаві запасних були лише молоді баскетболісти. Через це Федерація баскетболу Пуерто-Рико створило нове правило, за яким баскетбольні команди Вищої Ліги могли максимум купляти 6 баскетболістів за одне трансферне вікно (включаючи баскетболістів, яких команди брали у драфті). Це правило зруйнувало систему Метс де Гвайнабо.
Фіко Лопес і Маріо Моралес, які були ще й шуринами (Моралес одружився з сестрою Лопеса), стали найкращими гравцями команди. Фіко грав на позиції розігруючого захисника, а Маріо Моралес був важким форвардом.

## Повернення до Вищої Ліги
22 листопада 2019 року Вища Ліга Пуерто-Рико оголосила, що вперше з 1993 року у ній з'явиться нова команда з Сан-Хуана. Бізнесмени Марк Гросман і Марк Ліндер хотіли, щоби їхня команда грала домашні матчі на Mario Morales Micheo Coliseum, але мер Сан-Хуана, Кармен Юлін Круз, сказала, що не може дозволити команді грати на цій арені через раніше заплановані заходи, які повинні були проводитися там. Саме тоді Марк Гросман і Марк Ліндер вирішили відродити Метс де Гвайнабо. 
Метс де Гвайнабо оголосило про поверненнядо Вищої Ліги на прес конференції 17 грудня 2019 року. На цій конференції вони також підписали першого гравця нової команди. Він був вільним агентом. 
У 2021 році команда дійшла до фіналу Вищої Ліги. Там вона поступилася Капітанес де Аресібо.

## Найвідоміші гравці
- Теофіло Круз
- Хосе Сантос
- Густаво Сантос
- Маріо Моралес
- Фіко Лопес

## Дивіться також
Вища Ліга Пуерто-Рико з баскетболу